# Sylwia Korycka
Sylwia Magdalena Korycka (ur. 1974, zm. 14 sierpnia 2018) – polska strzelczyni, medalistka mistrzostw Europy juniorów.
Reprezentowała stowarzyszenie sportowe Iglica Warszawa, a także klub Gwardia Warszawa. Była medalistką mistrzostw Polski. 
Największym międzynarodowym osiągnięciem Sylwii Koryckiej było srebro w pistolecie pneumatycznym z 10 metrów, wywalczone w drużynie na mistrzostwach Europy juniorów w 1995 roku. Oprócz niej w składzie ekipy znalazły się Justyna Opala i Anna Trąbska. Wynik Koryckiej (377 punktów) był najlepszym rezultatem polskiej drużyny, a w zawodach indywidualnych pozwolił jej zająć piąte miejsce. Rok wcześniej była w tej konkurencji 38. zawodniczką juniorskich mistrzostw Europy. W pistolecie sportowym z 25 metrów była m.in. 21. na juniorskich mistrzostwach świata w 1994 roku, oraz dwukrotnie 27. na juniorskich mistrzostwach Europy w 1994 i 1995 roku.
Zmarła w sierpniu 2018 roku po długiej chorobie.